# USS Henley (DD-762)
O USS Henley (DD-762) foi um Destroyer norte-americano que serviu durante a Segunda Guerra Mundial.

## Comandantes
| Comandante                  | Data                                 |
| --------------------------- | ------------------------------------ |
| Cdr. Dwight Lyman Moody     | 8 de Outubro de 1946 - Março de 1948 |
| Cdr. Raphael Andrew Zoeller | Maio de 1954 - Agosto de 1956        |